# Хэзлак, Александра
Дама Александра Маргарет Мартин Хэзлак (англ.  Alexandra Margaret Martin Hasluck), леди Хэзлак (урождённая Даркер; Darker; 1908—1993), также известная как Аликс Хэзлак — писательница и социальный историк из Западной Австралии. Жена сэра Пола Хэзлака, генерал-губернатора Австралии.

## Биография
Родилась в Перте, Западная Австралия, была единственным ребёнком Джона Уильяма Даркера и Эвелин Маргарет (урождённой Хилл) Даркер. Александра посещала Пресвитерианский женский колледж с 1916 по 1918 годы, затем Пертский колледж, выпустилась из Университета Западной Австралии.
В 1932 году Александра вышла замуж за Пола Хэзлака, который (как сэр Пол) был генерал-губернатором Австралии в 1969—1974 годах. В 1974 году премьер-министр Гоф Уитлэм предложил ему продлить свой срок, и он был готов служить ещё два года, но леди Хэзлак отказалась оставаться в Ярралумле дольше изначально согласованных пяти лет. Уитлэм назначил сэра Джона Керра. Существуют предположения, что если бы его жена не вмешалась и Хэзлак продолжал бы оставаться генерал-губернатором в 1975 году, конституционный кризис того года закончился бы иначе.. 
В 1978 году в честь дня рождения королевы леди Хэзлак была назначена первой дамой Ордена Австралии за «выдающиеся достижения в области литературы и истории, а также за выдающиеся заслуги перед государством».
Опубликованные работы дамы Александры Хэзлак включали выступления в Королевском историческом обществе Западной Австралии, а также 11 книг и многочисленные статьи. Ещё одним достижением стала редактура книги Одри Теннисон «Дни вице-королевства», написанной леди Одри Теннисон, женой Холлама Теннисона, 2-го барона Теннисона, который был генерал-губернатором с 1903 по 1904 годы. 

## Смерть
Александра умерла в 1993 году. В честь Хэзлаков назван избирательный округ Федеральной палаты представителей Западной Австралии.

## Публикации
- Georgiana Molloy: Portrait with Background (1955)
- Unwilling Emigrants (1959)
- Thomas Peel of Swan River (1965)
- Audrey Tennyson’s Vice-Regal Days (1978)
- Portrait in a Mirror (1981).